# 家庭内労働者

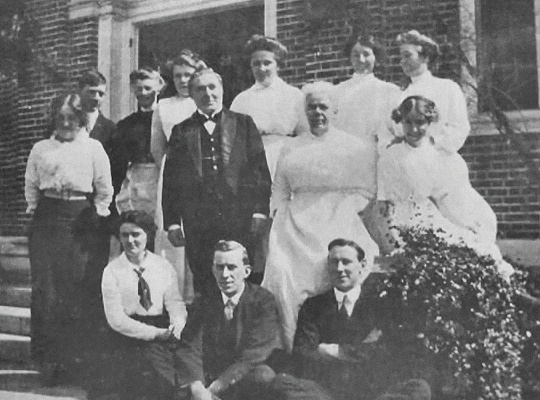
米国の家庭内労働者（1914年）

家庭内労働者（かていないろうどうしゃ、英: home workers）あるいは家事労働者とは、家事を仕事にする労働者のこと。ここでいう「家事」は狭義の家事（掃除、料理、洗濯、買い物等）だけでなく、利用者やその家族（子ども、高齢者、病人等）の世話を含む概念である。

## 概要
就労形態には家事代行型と直接契約型があり、家事代行型に属する家事支援サービス（家事代行サービス）の場合には家事支援サービス会社（家事代行業者）と雇用契約をしたスタッフが利用者宅を訪問してサービスを行うのに対し、直接契約型に属する家政婦の場合には家政婦紹介所などの紹介によって各家庭と家政婦が直接的な雇用契約を結んでサービスを行う。
なお、このほかにフリーランスなどで雇用以外の形態で家事を代行する類型もあり、個人宅で有償で家事労働に従事する者を総称して「家事労働従事者」という。

## ILOの家事労働者条約
国際労働機関（ILO）は、2011年6月に『家事労働者の適切な仕事に関する条約』（家事労働者条約、第189号）を採択した。
家事労働者は家庭、労働市場、経済の機能と 人々の安寧に重要な貢献を行っているにもかかわらず、法の不備及び政策の欠如により、ディーセント・ワークとはほど遠い働き方を強いられているという事実を認め、また家事労働者はその特殊性により労働法・社会保障法の適用対象外になることが多いことから、家事労働者を労働者と認定し、他の労働者と同じ基本的な労働者の権利を有するべきとしてその労働条件改善を目指す。また、移民労働者に関しては、国境を越える前に雇用契約書などが提供されることなど、追加的なリスクにさらされている可能性がある労働者についての特別保護規定も盛り込まれている。家事労働者について初めて採択された国際基準である。2022年現在の批准国は中南米諸国を中心に35か国で、日本は批准していない。

### 家庭内労働者に関するILOによる推計
ILOによる2010年の推計によると、全世界で家庭内労働者として働く人は5255万人であるとされ、1990年に比べて6割増えている。地域別にみると、アジア・太平洋地域（すなわち中国、インド、東南アジア）では2147万人（2010年）、中南米・カリブ海地域では1959万人（同）、アフリカ地域では524万人（同）、先進国地域（西欧、北米、豪州、日本など）では356万人（同）、中東地域では211万人（同）、東欧・・CIS地域では60万人（同）となっている。就業先の国別では、中国、ブラジル、インド、インドネシア、フィリピンなど新興国が目立つ。経済成長に伴い女性の社会進出が進む一方、福祉制度は充実しておらず、家の面倒を見てくれる家政婦の需要は高まっているためと分析されている。一方送り出す国の側からすると、受け入れ先の国などが経済危機などに陥ると建設労働者の働き口は減ってしまうおそれが高いが、家事労働者の需要は減りにくく、安定しているという利点もある。家庭内労働者の地位や待遇は、エンジニアや看護師などの専門職に比べて低い。ILOは家庭内労働者の賃金を「他の職種に比べると平均して4割程度」と推計する。香港を拠点に世界46カ国・地域の家事労働者を支援する「国際家事労働者連盟」によると、賃金の相場は香港で月6万円、フィリピンのマニラでは月1万2000円程度である。待遇については、住み込みで働く人も多く、長時間労働を強いられがちである。雇い主による虐待事件も相次ぐ。

## 各地域ごとの家事労働者の概況

### アジア
主な受け入れ国は、中東諸国と香港、シンガポール、マレーシア、台湾がある。このうち香港は、7世帯に1世帯が外国人家庭内労働者を雇う「家政婦大国」といわれる。1974年に受け入れが始まった。女性の社会進出と密接な関係がある。香港における女性の労働人口は、1986年には99万人だったが、2014年には189万人に増え、労働人口に占める女性の割合も37パーセントから49パーセントに増えている。最近では家政婦は33万人ほどいるとされるが、そのうち9割以上がフィリピン人とインドネシア人が占める。家庭内労働者を雇うのは裕福な家庭に限らない。香港中文大学の兼任准教授・会田美穂が約80人に面接調査をした結果では共働きで世帯月収が1万香港ドル（約15万円）でも、家庭内労働者を雇うことは珍しくないという。なお香港では、外国人家政婦の最低賃金が定められており、2024年9月28日時点で最低月給4,990香港ドルである。但し、最低月給とは別に食費手当も1,236香港ドル支給する義務がある。
また台湾では、1992年に外国人の家事代行を解禁したが、家庭に住み込む形式がほとんどであるため、労働時間の管理が問題となっている。2015年秋、フィリピン人女性が「雇用主が外に出してくれない」と涙目で訴えた。働き始めて6ヶ月にして初めて1日の休日をもらえたという。外国人の就労を担当する労働部労働力発展署の蔡孟良副署長は「雇用主が週7日働かせても、ちゃんと残業代を払い、労働者が合意していれば政府は何もできない。」という。また台湾では、外国人家事代行サービスについて「外国語交じりで子供の世話をされると、子供の文化やアイディンティに影響が出る」という指摘もあり、最近では受け入れの条件を厳しくしているという。
シンガポールでは、1980年代から外国人家庭内労働者の雇用を奨励してきた結果、2010年代には5世帯に1世帯までに雇用が拡大した。シンガポールの家庭内労働者は、安い賃金で雇用できるインドネシアやフィリピン出身者が多く、約21万人に上る。
これらアジアの国々に家庭内労働者を送り出している主な国は、フィリピン、タイ、インドネシア、スリランカ、エチオピアである。台湾では、ベトナムとモンゴルからの労働者が多い。特にフィリピンは「出かせぎ大国」といわれるほどで、国民の1割が海外で暮らす。2014年に海外へ渡った家事労働者は18万人で2009年に比べて2.6倍に増えた。教育費などを稼ぐため、子供を自宅に残して単身で出かせぎに出る母親も多い。2006年アロヨ大統領は、家事労働者を「ブランド化」し、待遇改善につなげることを目的として、「スーパーメイド計画」を打ち出した。新たに渡航する家事労働者に1日8時間、27日間の訓練を受けることを義務付けた。そのために、家事労働者を養成するための訓練学校がフィリピン全土に271校ある。同国政府は、フィリピン人家事労働者の受け入れ国に月400ドル（約5万円）の最低賃金を要求しており、サウジアラビア政府などと協定を結んでいる。しかし、国際家事労働者連盟の事務局長エリザベス・タンは、「月400ドルでも十分な賃金とはいえず、仲介業者から紹介料の名目で月給の8ヶ月分を請求されるケースもあり、家事労働者の立場の弱さは変わらない」という。

### 中東
サウジアラビア労働省の2008年末の資料によると登録されている家庭内労働者は120万人、そのうち女性48万人がメイド(アラビア語:خادمة)として登録されている。
家庭内労働者を送っている国はインドネシア、インド、フィリピン、スリランカが主である。

### ヨーロッパ・北米
家事使用人の雇用は、イギリスのエドワード朝・ヴィクトリア朝と、アメリカの「金ぴか時代」で全盛だった。これは総力戦であった第一次世界大戦時、戦場に行った男性の代わりにそれまで使用人を務めていた女性が工場などで労働者となる経験を経たことによって、衰退してゆくことになる。
20世紀後期になって、中流階級の女性が社会進出をするようになると、家庭内の家事労働者が奪われることになり、結果として清掃婦と子守りの急激な雇用需要の増加を引き起こすことになった。ヒスパニック移民などがこの需要を満たしている。
一方で、家庭内労働者の権利関係も厳しい目でチェックされるようになっている。2007年-2008年、ベルギーのホテルに滞在していたUAEの女性王族らは、アフリカ出身者を中心とする使用人の女性23人を非道に扱ったとして後日起訴された。2017年、ベルギーの裁判所は、王族らに執行猶予付きの禁錮15ヵ月と罰金16万5000ユーロを内容とする有罪判決を下している。

### ラテンアメリカ・アフリカ
ラテンアメリカとアフリカでは、家庭内労働者は、働く場所と同じ国の出身であることが多い。給料の一部として食事と部屋をもらう、「住み込み」で働く場合が多いが、食事と部屋だけで給料が支払われないケースもある。

### 日本
日本では、2016年に家事労働のプロフェッショナルと認められる資格「家政士」が誕生した。全国約600の家政婦紹介所が加盟する公益社団法人日本看護家政紹介事業協会が、資格試験を始める。筆記試験のほか掃除や炊事の実技試験も行う。対話能力やマナーなども採点対象であり、合格率は6割を想定する。将来的には習熟度別に1級から3級まで設ける予定である。同協会事務局によると、家政婦を雇いたいという需要は30歳代から40歳代が多いが、実際に家政婦として働いている労働者は60歳代が多い。そこで同協会は、資格化することにより社会的評価を高めれば、賃金も上がり、若い働き手が増えることを期待しているという。現在の平均賃金は自給1200円程度だという。東京都文京区にある家政婦紹介所「ケアワーク弥生」には約100人の家政婦が登録しているが、平均年齢は60歳以上であり、年々上がりつつあり、若い働き手を集めるのに苦労しているという。
日本政府は、2016年春より外国人による家事代行サービスを解禁する。地域を絞って規制を緩める「国家戦略特区」制度を活用し、まずは、神奈川県で外国人労働者を受け入れ、その後大阪府にも拡大することが検討されている。人手不足が進むなか家事代行の担い手を増やして女性が仕事をしやすい環境を整え、経済成長へつなげる狙いである。これまでは、現行の出入国管理法上家事代行を目的とした外国人の入国を原則として認めていないため、日本人と結婚しているなどして既に在留資格をもつ外国人による家事代行しか認められていなかったため、働き手は限られていた。炊事、洗濯、掃除、買物といった一般的な家事や、子供の世話が対象になる。利用料金は決まっていないが、日本人による家事代行と同じなら、2時間で5000円程度が目安となる。この特区の制度を利用して、ベビーシッター大手のポピンズ（本社；東京都渋谷区）では、2016年3月にも家事代行に外国人の派遣を始める予定である。直接雇用で研修を受けた外国人が家事の代行や保育所への送り迎えを行う。

#### 日本の法制
日本の労働基準法では、本記事で述べるような家庭内労働者を家事使用人と称している。そして同法は制定当初より「家事使用人」を同法の適用除外としている（制定当時は第8条、現行法では第116条）。その趣旨は、家事一般に携わる家事使用人の労働が一般家庭における私生活と密着して行われるため、その労働条件等について、これを把握して労働基準法による国家的監督・規制に服せしめることが実際上困難であり、その実効性が期し難いこと、また、私生活と密着した労働条件等についての監督・規制等を及ぼすことが、一般家庭における私生活の自由の保障との調和上、好ましくないという配慮があったことに基づくものと解される。
しかしながら、家事使用人であっても、本来的には労働者であることからすれば、この適用除外の範囲については、厳格に解するのが相当である。実際の労働者が「家事使用人」に該当するか否かは、従事する作業の種類、性質の如何を勘案して具体的に当該労働者の実態によって決定すべきであり、家事一般に従事している者がこれに該当する。法人に雇われ、その役職員の家庭において、その家族の指揮命令の下に家事一般を行う者は家事使用人である。個人家庭における家事を事業として請け負う者に雇われて、その指揮命令の下に当該家事を行う者は家事使用人に当たらない（昭和63年3月14日基発150号、平成11年3月31日基発168号）。その労働条件や指揮命令の関係等を把握することが容易であり、かつ、それが一般家庭における私生活上の自由の保障と必ずしも密接に関係するものでない場合には、当該労働者を労働基準法の適用除外となる家事使用人と認めることはできない。
労働基準法上の「家事使用人」に該当するならば、以下の法令についても適用除外となる。
- 労働安全衛生法
- 最低賃金法
- 賃金の支払の確保等に関する法律
- じん肺法
- 家内労働法
- 炭鉱災害による一酸化炭素中毒症に関する特別措置法
- 労働者災害補償保険法
- 育児休業、介護休業等育児又は家族介護を行う労働者の福祉に関する法律

一方、以下の法令については「家事使用人」についても適用がある。
- 労働契約法
- 公益通報者保護法
- 個別労働関係紛争の解決の促進に関する法律
- 職業安定法

このうち、労働者災害補償保険法において、業務の実態や災害の発生状況からみて労働者に準じて保護するにふさわしい者であること、そして業務の範囲が明確に特定でき、業務災害の認定等が保険技術的に可能であることから、同法の特別加入制度によって「家事使用人」の保護を図っている。介護関係業務に従事するものについては介護保険サービスを提供する訪問介護員と同様の就労形態であることから2001年（平成13年）より特別加入を認めてきたが、介護作業特別加入者の大半を占める家政婦が家事支援を行っている実態から、家事支援従事者についても2018年（平成30年）より特別加入制度の対象とすることになった。
2022年（令和4年）9月29日、家政婦が住み込みで7日間連続勤務した後に死亡した事案について、家事使用人は労働基準法が適用除外とされていることから労働災害と認めないという東京地方裁判所の判決がなされた。この判決をきっかけに、家事使用人について労働基準法の規定を適用除外とする第116条2項の規定に関し検討を求める声が高まり、同年10月14日、厚生労働省が第116条2項の規定に関し実態調査に乗り出す方針を固め、国会でもこの問題が取り上げられるにいたった。独立行政法人労働政策研究・研修機構が2023年9月に公表したアンケート調査では、業務内容や就業時間などが不明確であるため契約をめぐるトラブルが発生する、また、就業中のケガに対する補償が十分ではないなどの問題が一部にあることが分かった。こうした実態を踏まえ、厚生労働省は2024年（令和6年）2月8日に「家事使用人の雇用ガイドライン」を策定し、家事使用人の労働契約の条件の明確化・適正化、適正な就業環境の確保などについて必要な事項を示すこととなった。